# 光谱烧孔
光谱烧孔（Spectral hole burning）是对材料吸收光谱特定频率的选择性漂白后，导致材料的吸收谱在特定频谱范围内的传输性能增加的效应，也就是所谓的“光谱孔”。
这种效应的产生须满足以下两个要求：
1. 材料的光谱应当是非均匀展宽（非均匀加宽）的；
2. 通过对光的吸收，这种物质的光谱会发生改变。满足要求的典型材料包括：溶解在合适的基质中的染料分子；频率选择性测试通常通过窄带激光实现。

## 特别情形
大多数分子和原子的状态总是从激发态返回到基态，但某些情况下存在例外。例如，一些有机染料分子可能会发生光化学反应，这将改变分子的化学结构。如果这种光化学活性分子吸收光，那么它将有可能不会返回到初始的离析状态，而转变成处于基态的新产物。通常，新产物的均匀吸收谱与离析物的均匀吸收谱迥乎不同，并且相应的非均匀展宽边带并不重叠。 
光谱烧孔的宽度可以表述如下：
{\displaystyle \nu _{H}={\frac {\nu _{h}}{2}}\left(1+{\frac {I_{V}}{I_{S}(\nu _{0})}}\right)}
其中， {\displaystyle \nu _{H}} 是光谱烧孔的宽度， {\displaystyle \nu _{h}} 是均匀线宽， {\displaystyle \nu _{0}} 是中心频率， {\displaystyle I_{S}} 是饱和强度。